# 아카호시 다쿠
아카호시 다쿠(일본어: 赤星 拓, 1984년 4월 21일 ~ )는 일본의 전 축구 선수이다.

## 구단 경력
그는 2007년부터 2018년까지 J리그의 사간 도스, 도쿠시마 보르티스에서 활동하였다.